# Twentekanaal
Twentekanaal je kanal na sjeveroistoku Nizozemske, koji prolazi preko provincija Gelderland i Overijssel i povezuje najveće gradove regije Twente (Almelo, Hengelo i Enschede) s državnom mrežom kanala i rijeka.

## Karakteristike i povijest gradnje
Ideje o njegovoj izgradnji pojavile su se još tijekom 19. stoljeća, ali je rad na izgradnji započeo tek 1930., a kanal je otvoren 1936. godine. Njegovom izgradnjom omogućen je pristup moru industrijskim gradovima istoka zemlje.
Kanal počinje od Rajninog rukavaca IJssela kod grada Zutphena i teće sve do Almela. Ukupna dužina kanala je 65 km, dionica od IJssela do Deldena duga je 33 km, a ona od Deldena do Almela 15 km. Kod Deldena postoji odvojak prema gradovima Hengelo i Enschede koji je dugačak 14 km. Između 2004. i 2007. kanal je proširen, pa njime mogu ploviti i veliki riječni brodovi maksimalne širine 11,5 metara, dužine do 110 m i gaza do 2,70 m.

## Vanjske poveznice
- Informacije o kanalu na portalu Rijkswaterstaat (nizoz.)
- Twente-Canal na portalu Encyclopædia Britannica (engl.)